# Partido da Independência do Alasca
O Partido da Independência do Alasca (em inglês: Alaskan Independence Party) é um partido político do estado norte-americano do Alasca que apoia a independência do mesmo.